# Kameryzowanie

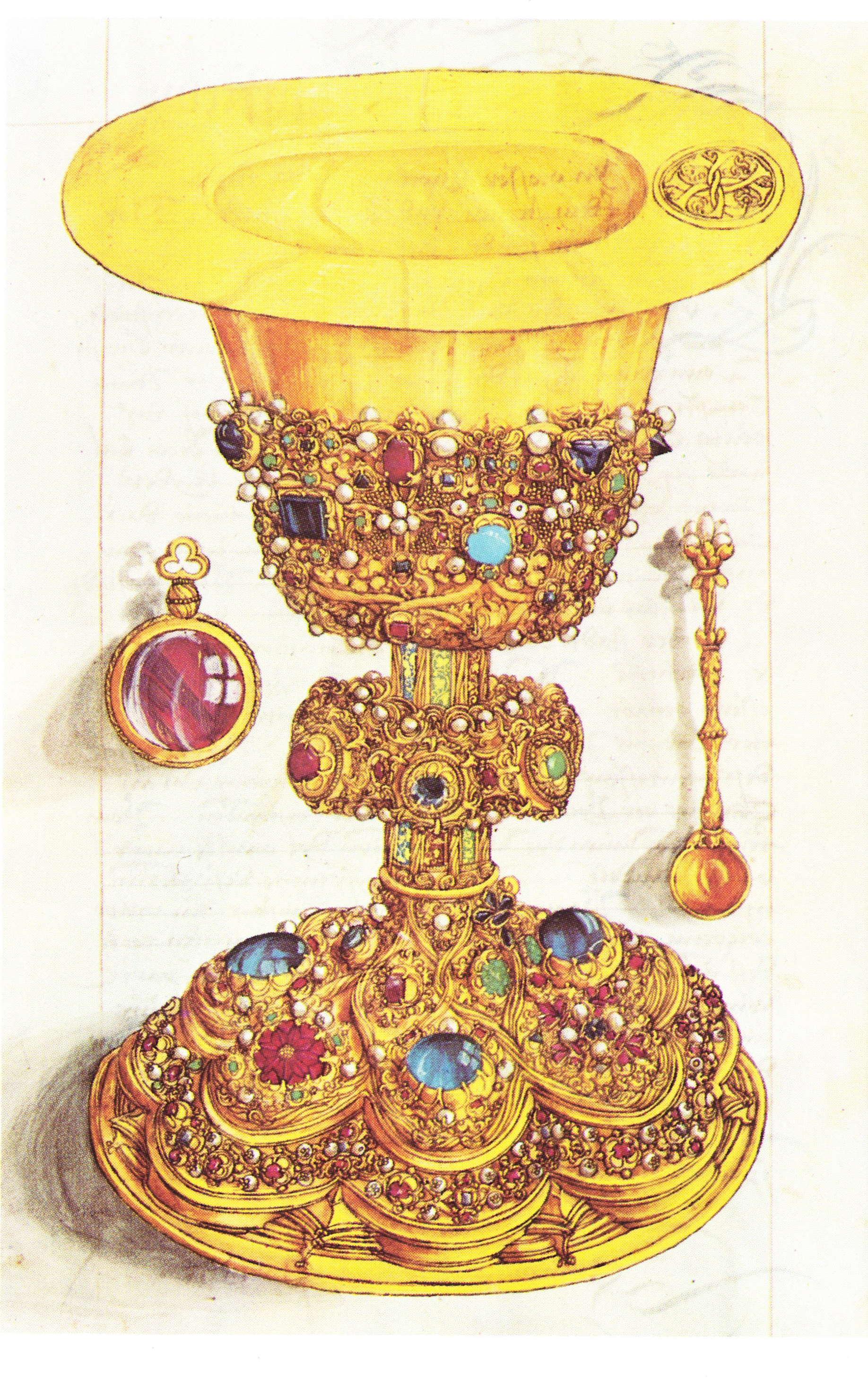
Naczynie liturgiczne, Katedra w Uppsali, autor Hans Hujuff, 1526 r.

Kameryzowanie – technika zdobienia przedmiotów metalowych polegająca na wysadzaniu ich powierzchni kamieniami szlachetnymi, także innymi materiałami jak pereły, korale lub płytki z kość słoniowa, macica perłowa.
W zależności od rodzaju przedmiotu zdobionego i właściwości materiałów użytych do dekoracji stosuje się różne sposoby mocowania:
- przytwierdzenie do przedmiotu metalowego nitu i osadzenie na nim przewierconego kamienia;
- przylutowanie do przedmiotu dekorowanego metalowej przegródki lub komórki, w której umieszczano kamień;
- oprawienie kamienia między dwoma blachami, w górnej wycinano otwór nieco mniejszy niż średnica kamienia, dzięki temu kamień był unieruchomiony i dociśnięty do blachy spodniej;
- umieszczenie kamienia w kasetce odpowiedniego kształtu i wielkości zanitowanej na obiekcie metalowym, brzegi zaginano do wnętrza mocując kamień;
- tzw. oprawy pełne

1. osadzenie kamienia o płaskim spodzie we wgłębieniach wyciętych w blasze
2. osadzenie kamienia ze spodem wypukłym w ażurowych gniazdach, których średnica górna była większa od dolnej, w obu przypadkach zakuwano brzegi oprawy nasuwając metal na brzeg kamienia;

- oprawy koronkowe stosowane przy kamieniach przejrzystych np. diamentach, będące rodzajem obręczy z wyciętymi w krawędziach ząbkami, gdzie górne tzw. łapki obejmują kamień[1][3].

Technika znana była w starożytności na Bliskim Wschodzie, od średniowiecza stosowana w Europie głównie w złotnictwie do dekoracji naczyń liturgicznych, relikwiarzy, oprawy ksiąg liturgicznych, diademów, później także do dekoracji broni, uprzęży.